# Сіддгартха Мукерджі
Сіддга́ртха Му́керджі (бенг. সিদ্ধার্থ মুখার্জী, англ. Siddhartha Mukherjee; * 21 липня 1970, Нью-Делі) — індійсько-американський медик, науковець і письменник. Відомий передусім своєю книжкою «Імператор усіх хвороб: біографія раку». За цю роботу він одержав Пулітцерівську премію й нагороду від газети «Ґардіан» (The Guardian).

## Молоді роки. Освіта
Сіддгартха Мукерджі народився в сім'ї Сібесвара Мукерджі — службовця фірми «Міцубісі», й Чандани Мукерджі — вчительки. Дитинство Сіддгартхи минуло в дільниці Сафдарджанґ (Safdarjung Enclave). Вдома ця родина послуговувалася бенгальською й англійською мовами. У помешканні було дуже багато книжок. Сіддгартха захоплювався музикою, був завзятий читач. Особливо йому подобався Рабіндранат Тагор. Мукерджі навчався в англомовній школі імені святого Колумби в Делі, а 1988 року здобув найвищу шкільну нагороду «Почесний меч» (Sword of Honour). Ставши найкращим на курсі біології у Стенфордському університеті, він працював у лабораторії нобелівського лауреата Пола Берґа — досліджував вплив генів клітини на поведінку ракових клітин.
У 1993–1996 роках Мукерджі був роудзівським стипендіатом в Оксфордському університеті й став доктором філософії в галузі імунології, закінчивши Магдалинський коледж при цьому університеті. Потім вступив до Гарвардської медичної школи, де 2000 року здобув ступінь доктора медицини. Пройшов курс інтернатури в Бостонському онкологічному інституті Дейни-Фарбера й Массачусетській головній лікарні. Спеціалізувався спершу на внутрішніх хворобах, а тоді на онкологічних.

## Робота

### Науково-медична діяльність
Сіддгартха Мукерджі обіймає посаду професора-асистента на медичному факультеті (кафедра онкології) Колумбійського університету в Нью-Йорку. Водночас працює онкологом у Медичному центрі при цьому ж навчальному закладі. Був ад'юнкт-професором у клініці Майо в Рочестері, почесним ад'юнкт-професором у Школі медицини при Університеті Джонса Гопкінза, читав лекції в Массачусетському медичному товаристві. Гематолог і онколог, Мукерджі відомий своїми працями про формування крові та взаємодію мікросередовища (або «ніші») й ракових клітин.

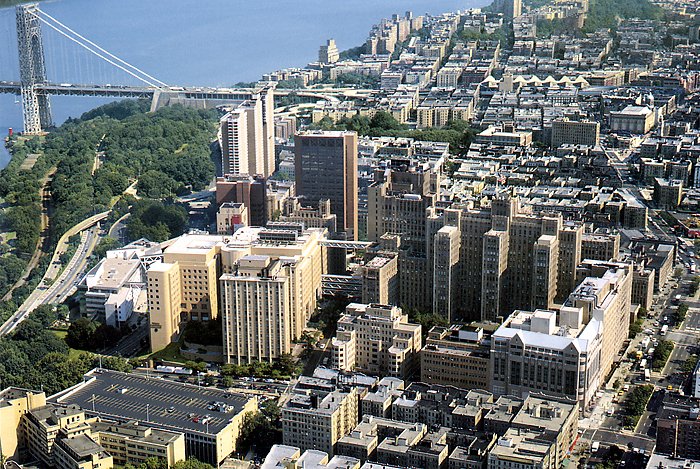
Медичний центр при Колумбійському університеті. Мангеттен, квартал «Вашингтон-Гайтс».

У своїй науковій діяльності Мукерджі, зокрема, вивчає зв'язки між нормальними стовбуровими клітинами і раковими. Його лабораторія досліджує мікросередовище стовбурових клітин, приділяючи особливу увагу кровотворним (або ж гемопоетичним) стовбуровим клітинам (ГСК). Вони містяться в кістковому мозку, в дуже специфічному мікросередовищі. Остеобласти, тобто клітини, що формують кісткову тканину, становлять важливий елемент цієї ніші й регулюють фізіологічну діяльність ГСК — подають цим клітинам сигнали чи то поділятися, чи то залишатись у стані спокою й допомагають підтримувати природні властивості. Наукову роботу Мукерджі визнало багато приватних благодійних фондів і національних інститутів охорони здоров'я. 2009 року цього вченого нагородили премією «Ґрант виклику» (Challenge Grant) за піонерські дослідження.
У 1990-х і 2000-х роках лабораторія Мукерджі, співпрацюючи з іншими науковими установами, виявила гени й хімічні речовини, що можуть змінювати мікросередовище, а отже, й саму поведінку як нормальних стовбурових клітин, так і ракових. Два типи таких хімічних речовин — інгібітори протеасом і активіну А — проходять клінічні випробування придатності цих препаратів у терапевтичному лікуванні. У цій лабораторії також виявлено нові генетичні мутації при мієлодисплазії та гострому мієлолейкозі. Ця наукова установа відіграє провідну роль в пошуку засобів лікування ракових хвороб у клінічних умовах. Вона діє на базі Універсального онкологічного центру Герберта Ірвінґа при Колумбійському університеті (Columbia University's Herbert Irving Comprehensive Cancer Center). Раніше співпрацювала з Гарвардським інститутом стовбурових клітин і Массачусетською головною лікарнею в Бостоні.
Мукерджі має багато публікацій у наукових журналах, як-от «Нейчер» (Nature), «Нейрон» (Neuron), «Джорнал оф клінікал інвестиґейшн» (The Journal of Clinical Investigation), «Нью-Інґленд джорнел оф медисин» (The New England Journal of Medicine) та інші.

### Літературна діяльність
У 2010 році видавництво «Чарлз Скрибнерз сонз» (Charles Scribner's Sons), що входить до складу компанії «Саймон і Шустер» (Simon & Schuster), опублікувало його книжку «Імператор усіх хвороб: біографія раку» (The Emperor of All Maladies: A Biography of Cancer), у якій докладно подано розвиток діагностування та лікування злоякісних пухлин людини від епохи Давнього Єгипту до наших часів — до останніх досягнень у хіміотерапії та цільовій (тарґетній) терапії. Журнал «Опра» (The Oprah) ввів цей твір у свій список десяти найкращих книжок 2010 року (Top 10 Books of 2010). Книжка потрапила у відповідні списки десяти найкращих, складені в часописах «Нью-Йорк таймс» (The New York Times) і «Тайм» (Time), — відповідно The 10 Best Books of 2010 і Top 10 Nonfiction Books.
2011 року «Імператора усіх хвороб» номіновано як фіналіста Премії Гуртка критиків вітчизняної книжки (National Book Critics Circle Award). 18 квітня автора нагородили Пулітцерівською премією в номінації «Загальна нехудожня література» (General Nonfiction). У резюме журі зазначило, що ця книжка — 
|  | ...вишукана розвідка — як клінічна, так і біографічна, в довгій історії підступної хвороби, яка, незважаючи на стрімкий поступ у лікуванні, досі терзає медичну науку.Оригінальний текст (англ.) ...an elegant inquiry, at once clinical and personal, into the long history of an insidious disease that, despite treatment breakthroughs, still bedevils medical science. |

2011 року Мукерджі дістав Вілсонівську літературно-наукову премію. Журнал «Нью-Йорк таймс маґазин» (The New York Times Magazine) назвав «Імператора усіх хвороб» однією із ста найвпливовіших книжок, надрукованих англійською мовою. Журнал «Тайм» ввів Сіддгартху Мукерджі у список ста найвпливовіших осіб (100 most influential people), а його твір — у список ста найкращих нехудожніх книжок від 1923 року.
У березні 2015 року у США на основі книжки «Імператор усіх хвороб» знято трисерійний документальний фільм «Cancer» («Рак») загальною тривалістю 660 хвилин. Режисер — Барак Ґудман (англ. Barak Goodman), продюсер — Кен Бернз.
2015 року вийшла науково-популярна книжка Сіддгартхи Мукерджі «The Laws of Medicine: Field Notes from an Uncertain Science» («Закони медицини: польові нотатки з ненадійної науки»).

## Мукерджі про рак
|  | Ця недуга так чи інакше зачіпає життя кожного чоловіка, кожної жінки й кожної дитини в усьому світі, а науковці й лікарі невтомно працюють, щоб винаходити нові способи лікування й давати надію жертвам хвороби.Оригінальний текст (англ.) The disease now touches in some way the lives of every man, woman and child in the world, while scientists and physicians work tirelessly to bring new treatments and hope to its victims. |

|  | Гадаю, ще за нашого життя з'являться певні ліки проти деяких різновидів раку. Ці ліки, очевидно, подовжуватимуть життя онкохворим, і тоді рак стане хронічною хворобою. У неї справді дуже мінливі різновиди, й деякі з них і досі майже невиліковні. Оригінальний текст (англ.) I think there will be some cures for some cancers in our lifetimes. I think more likely it will be about extending lives of men and women with cancer and perhaps turning cancer into a chronic disease. It really varies from one cancer to the other, as some cancers remain extremely intractable. |

## Особисте життя
Мукерджі живе в Нью-Йорку. Одружений з художницею-скульптором Сарою Зі (* 1969), яка здобула ґрант Мак-Артура «Геній» (Genius) і була вибрана як представниця США на Венеціанському бієнале 2013 року. У подружжя є дві дочки — Ліла (* 2006) і Арія (* 2010). У Сіддгартхи Мукерджі є сестра Рану Бгаттачар'я.

## Твори
- 2010 — «The Emperor of All Maladies: A Biography of Cancer» («Імператор усіх хвороб: біографія раку»)
- 2015 — «The Laws of Medicine: Field Notes from an Uncertain Science». ISBN 978-1-4711-4185-0 («Закони медицини: польові нотатки з ненадійної науки»)
- 2016 — «The Gene: An Intimate History» («Ген: інтимна історія»)

## Нагороди і відзнаки
- 1993—1996: Rhodes Scholarship — стипендія Роудза
- 2009: NIH «Challenge Grant» — Премія «Ґрант виклику»
- 2010: New York Times Notable Book of the Year — книжка увійшла у складений газетою «Нью-Йорк таймс» список ста вартих уваги книжок року
- 2010: New York Times Best Books of the Year — книжка увійшла у визначене газетою «Нью-Йорк таймс» число десяти найкращих книжок року
- 2010: New York Times Bestseller — книжка увійшла у складений газетою «Нью-Йорк таймс» список бестселерів року
- 2010: Gabrielle Angel's Leukemia Foundation Award — Премія Янгольського лейкемійного фонду Ґабрієлли
- 2010: Time Magazine's Best Books of the Year — книжка «Імператор усіх хвороб: біографія раку» увійшла у складений журналом «Тайм» список найкращих книжок року
- 2010: Los Angeles Times Book Prize, finalist — книжка «Імператор усіх хвороб: біографія раку» вийшла у фінал здобуття Книжкової премії «Лос-Анджелес таймс»
- 2011: Pulitzer Prize, The Emperor of All Maladies — Пулітцерівська премія за книжку «Імператор усіх хвороб: біографія раку»[1]
- 2011: PEN/E. O. Wilson Literary Science Writing Award, The Emperor of All Maladies — Вілсонівська літературно-наукова премія за книжку «Імператор усіх хвороб: біографія раку»
- 2011: Cancer Leadership Award (shared with Kathleen Sebelius and Orrin Hatch) — Премія за лідерство в онкології (поділено з Катлін Себеліус і Орріном Ґрантом Гачем)
- 2011: National Book Critics Circle Award, finalist, The Emperor of All Maladies — номінація «Імператора усіх хвороб» на фіналіста Премії Гуртка критиків вітчизняної книжки
- 2011: Time Magazine's 100 Best Non-Fiction Books since 1923, The Emperor of All Maladies — книжка «Імператор усіх хвороб: біографія раку» увійшла у складений журналом «Тайм» список ста найкращих нехудожніх книжок, опублікованих від 1923 року[13]
- 2011: Time Magazine's 100 most influential people — журнал «Тайм» ввів Мукерджі у список ста найвпливовіших осіб року
- 2011: Wellcome Trust Book Prize, shortlist, The Emperor of All Maladies — книжка «Імператор усіх хвороб: біографія раку» стала претендентом на Премію схвалення вартих довіри книжок[23]
- 2011: The Guardian Prize, The Emperor of All Maladies — Премія від газети «Ґардіан» за книжку «Імператор усіх хвороб: біографія раку»
- 2012: Boston Public Library Literary Lights — Премія «Світло літератури» від Бостонської публічної бібліотеки
- 2014: «Padma Shri» by Government of India[24] — «Падма Шрі», четверта серед найвищих цивільних нагород в Індії[25]
- 2016: The Royal Society Insight Investment Science Book Prize 2016 (shortlisted) for The Gene — книжка «Ген» стала претендентом на Премію Королівського товариства за наукову книжку (цього року кошти виділила компанія «Інсайт інвестмент»)[26]
- 2016: Baillie Gifford Prize for Non-Fiction longlist for The Gene — Премія Бейллі Ґіффорда за не белетристичну книжку (за «Ген»)[27]
- 2016: Washington Post's «10 Best Books of 2016» for The Gene — книжка «Ген» увійшла у визначене газетою «Вашингтон пост» число десяти найкращих книжок 2016 року[28]
- 2017: Phi Beta Kappa Society Book Award in Science for The Gene — Премія товариства «Фі Бета Каппа» за наукову книжку («Ген»)[29]

- 2017: Wellcome Book Prize (shortlisted) for The Gene — книжка «Ген» стала претендентом на Премію схвалення вартих довіри книжок[30]
- 2018: Honorary doctorate degrees in medicine from the Royal College of Surgeons of Ireland and from the University of Southern California — почесний докторат Королівського хірургічного коледжу Ірландії[31] і Університету Південної Каліфорнії[32]

## Українські переклади
- Імператор усіх хвороб: біографія раку. — Буча: Видавництво Жупанського, 2013. — 520 с. ISBN 978-966-2355-36-9. Переклав Олег Король
- Характеристики. Закони медицини. Нотатки на полях невизначеної науки. — Харків: Vivat, 2017. — 96 с. ISBN 978-966-942-121-0, 978-966-942-081-7, 978-1-4767-8484-7. Переклала Ірина Серебрякова